# Tschechoslowakische Fußballmeisterschaft 1928/29
Die Středočeská liga 1928/29 war die fünfte Spielzeit der höchsten tschechoslowakischen Spielklasse im Fußball der Männer.
Meister wurde Slavia Prag.

## Modus
Die sieben Mannschaften spielten im Verlauf der Saison zweimal gegeneinander; einmal zu Hause und einmal auswärts. Somit bestritt jede Mannschaft zwölf Spiele. Der Tabellenletzte stieg ab.

## Středočeská liga 1928/29

### Abschlusstabelle
| Pl. | Verein                 | Sp. | S  | U | N  | Tore    | Quote | Punkte |
| --- | ---------------------- | --- | -- | - | -- | ------- | ----- | ------ |
| 1.  | Slavia Prag            | 12  | 10 | 1 | 1  | 047:150 | 3,13  | 21:30  |
| 2.  | SK Viktoria Žižkov (M) | 12  | 8  | 2 | 2  | 037:170 | 2,18  | 18:60  |
| 3.  | Sparta Prag            | 12  | 5  | 3 | 4  | 032:310 | 1,03  | 13:11  |
| 4.  | AFK Bohemians          | 12  | 6  | 0 | 6  | 033:310 | 1,06  | 12:12  |
| 5.  | SK Kladno              | 12  | 4  | 2 | 6  | 020:300 | 0,67  | 10:14  |
| 6.  | SK Čechie Karlín       | 12  | 2  | 3 | 7  | 011:290 | 0,38  | 07:17  |
| 7.  | SK Libeň (N)           | 12  | 1  | 1 | 10 | 013:500 | 0,26  | 03:21  |

Platzierungskriterien: 1. Punkte – 2. Torquotient

### Kreuztabelle
| 1928/29            | Slavia Prag | SK Viktoria Žižkov | Sparta Prag | AFK Bohemians | SK Kladno | SK Čechie Karlín | SK Libeň |
| Slavia Prag        |             | 0:5                | 2:1         | 5:2           | 5:1       | 7:0              | 6:1      |
| SK Viktoria Žižkov | 1:1         |                    | 0:4         | 5:1           | 4:0       | 4:1              | 4:1      |
| Sparta Prag        | 3:4         | 2:3                |             | 4:2           | 6:4       | 1:1              | 7:0      |
| AFK Bohemians      | 0:4         | 4:2                | 4:1         |               | 4:1       | 4:0              | 3:2      |
| SK Kladno          | 0:3         | 1:1                | 1:1         | 3:2           |           | 2:1              | 3:0      |
| SK Čechie Karlín   | 0:1         | 1:3                | 0:0         | 0:4           | 2:1       |                  | 2:2      |
| SK Libeň           | 1:9         | 1:5                | 0:2         | 4:3           | 1:3       | 0:3              |          |

### Torschützenliste
| Pl. | Name            | Mannschaft         | Tore |
| --- | --------------- | ------------------ | ---- |
| 1.  | Antonín Puč     | Slavia Prag        | 14   |
| 2.  | Bohumil Joska   | Slavia Prag        | 11   |
| 2.  | Karel Podrazil  | SK Viktoria Žižkov | 11   |
| 4.  | Karel Bejbl     | AFK Bohemians      | 10   |
| 5.  | Jendřich Šoltys | Slavia Prag        | 09   |
| 6.  | Otto Novák      | SK Viktoria Žižkov | 08   |
| 6.  | Antonín Šedivý  | AFK Bohemians      | 08   |

## Amateurmeisterschaft
In der Saison 1928/29 fand neben einer Profi- auch eine Amateurmeisterschaft statt. Tschechoslowakischer Amateurmeister wurde der AFK Kolín, der sich im Endspiel gegen den DFC Prag durchsetzte.

### 1. Runde
|                          | Gesamt |                  | Hinspiel | Rückspiel | Entscheidungsspiel |
| ------------------------ | ------ | ---------------- | -------- | --------- | ------------------ |
| AFK Kolín                | 5:1    | ŠK Žilina        | 3:1      | 2:0       |                    |
| SK Sparta Košíře         | 7:2    | SK Pilsen        | 5:1      | 2:1       |                    |
| SK Moravská Slavia Brünn | 11:20  | DSV Brünn        | 8:0      | 3:2       |                    |
| DFC Prag                 | 7:6    | FK Sparta Kladno | 2:4      | 3:1       | 2:1                |

### Halbfinale
|           | Gesamt |                          | Hinspiel | Rückspiel |
| --------- | ------ | ------------------------ | -------- | --------- |
| AFK Kolín | 3:2    | SK Sparta Košíře         | 1:1      | 2:1       |
| DFC Prag  | 13:40  | SK Moravská Slavia Brünn | 4:2      | 9:2       |

### Finale
|           | Gesamt |          | Hinspiel | Rückspiel |
| --------- | ------ | -------- | -------- | --------- |
| AFK Kolín | 10:90  | DFC Prag | 5:7      | 5:2       |